# British National Formulary

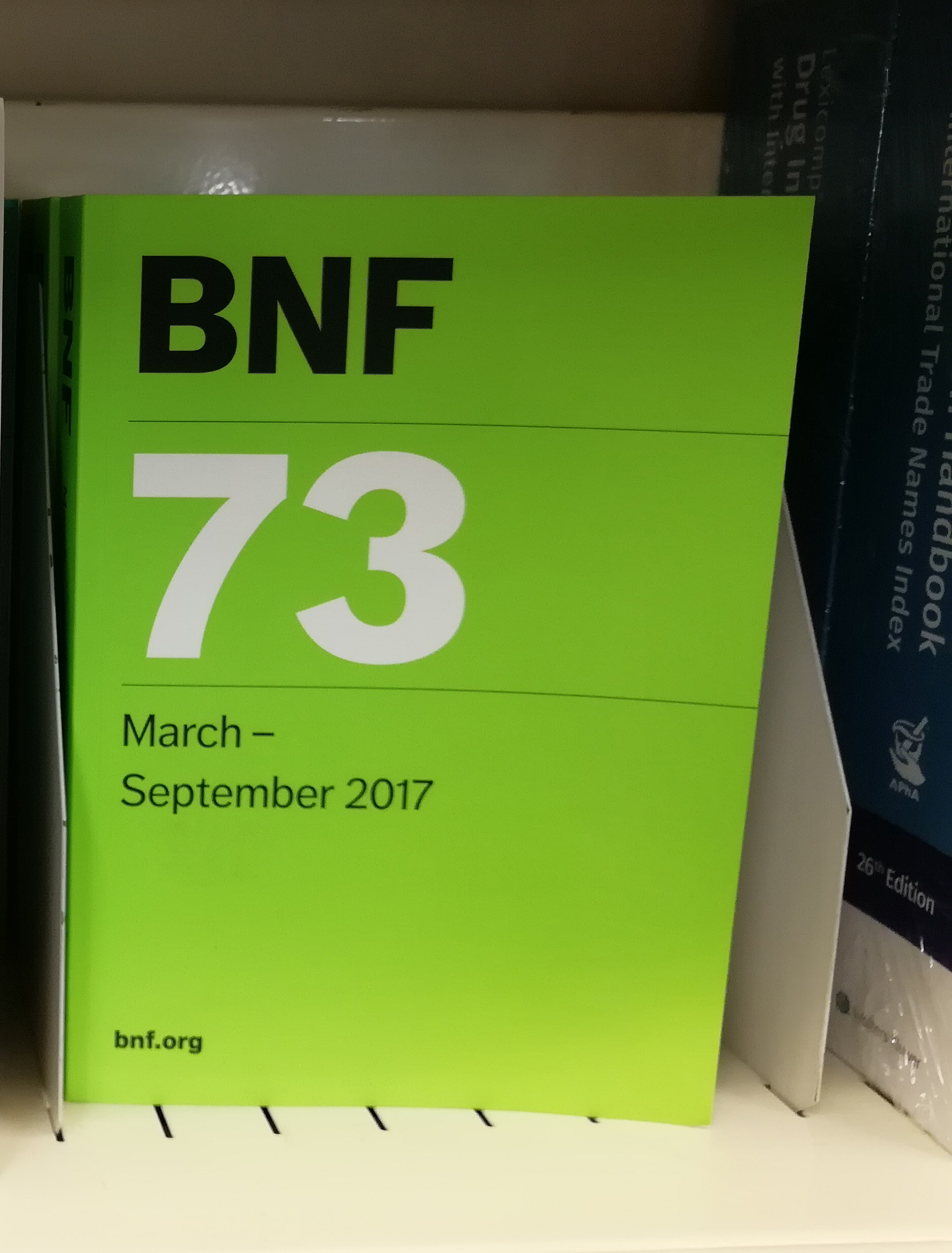
British National Formulary

El British National Formulary (BNF) es una publicación de carácter médico a cargo de la Britsh Medical Association y de la Royal Pharmaceutical Society of Great Britain. El BNF se publica cada dos años y ayuda a los profesionales de la salud con información actualizada sobre los diferentes fármacos que se encuentran en el mercado. Su equivalente en España es el Vademécum.
- Datos: Q1756347
- Multimedia: British National Formulary / Q1756347